# Região Geográfica Intermediária de Uberlândia
A Região Geográfica Intermediária de Uberlândia é uma das treze regiões intermediárias do estado brasileiro de Minas Gerais e uma das 134 regiões intermediárias do Brasil, criadas pelo Instituto Brasileiro de Geografia e Estatística (IBGE) em 2017. É composta por 24 municípios, distribuídos em três regiões geográficas imediatas.
Sua população total estimada pelo Instituto Brasileiro de Geografia e Estatística (IBGE) para 1º de julho de 2019 é de 1 169 196 de habitantes, distribuídos em uma área total de 35 524,067 km².
A cidade-sede, Uberlândia, é a mais populosa da região intermediária, e a segunda mais populosa do estado. Além de Uberlândia, destacam-se também os municípios de Araguari e Ituiutaba, que possuem mais de cem mil habitantes.

## Regiões geográficas imediatas
Fonte: Instituto Brasileiro de Geografia e Estatística (IBGE) – Cidades
| Região geográfica imediata | Municípios | População Estimativa 2018 | Área (km²) |
| -------------------------- | --- | ------------------------- | ---------- |
| Uberlândia                 | Araguari Araporã Campina Verde Canápolis Cascalho Rico Centralina Indianópolis Monte Alegre de Minas Prata Tupaciguara Uberlândia | 939 516                   | 22 443,314 |
| Ituiutaba                  | Cachoeira Dourada Capinópolis Gurinhatã Ipiaçu Ituiutaba Santa Vitória                                                            | 153 138                   | 8 755,882  |
| Monte Carmelo              | Abadia dos Dourados Douradoquara Estrela do Sul Grupiara Iraí de Minas Monte Carmelo Romaria                                      | 76 542                    | 4 325,474  |
| Total                      | 24 | 1 169 196                 | 35 524,067 |